# Talèse d'Aragon
 (juillet 2018).
Talèse d'Aragon était une noble aragonaise, épouse du vicomte Gaston IV de Béarn.
Durant les absences de son mari et après la mort de celui-ci, ce fut elle qui prit en charge les affaires de la vicomté.

## Vie
Talèse était la fille de Sanche, comte de Aibar et Javierre-Latre, frère naturel du roi d'Aragon Sanche Ier d'Aragon. Elle épousa en 1085 Gaston (futur Gaston IV) fils du vicomte de Béarn Centulle V. Elle reçut en dot la vicomté de Montaner, petit territoire voisin dans le comté de Bigorre, qui passa ainsi dans le patrimoine des vicomtes de Béarn.
Entre 1096 et 1101, alors que son mari participait à la première croisade, Talèse s'occupa de l'administration du Béarn, avec l'aide d'un conseil de nobles. Elle fit de même quelques années plus tard lors des longs et fréquents séjours de son mari en Aragon. Talèse apparaît dans les registres historiques comme la fondatrice d'établissements religieux.
Elle eut quatre enfants, tous de Gaston IV :
- Guiscarde de Béarn, l'aînée, mariée avec Pierre II, vicomte de Gabarret ;
- Une autre fille, dont le nom commence par N, fut mariée en 1110 avec Bernard Ezi, seigneur d'Albret ;
- Centulle, né en 1102 et décédé entre 1124 et 1128 ;
- Un second Centulle, né peu après 1128 sera vicomte de Béarn de 1131 à 1134 sous le nom de Centulle VI.

À la mort de Gaston IV en 1131, Talèse assura la régence, Centulle VI étant encore mineur. Celui-ci mourut peu après, à la bataille de Fraga en 1134 et la vicomté passa au fils de Guiscarde, Pierre, encore très jeune, et par conséquent Talèse continua d'exercer la régence.
Peu après, le royaume voisin d'Aragon fut secoué par le conflit successoral engendré par le testament du roi Alphonse Ier d'Aragon, mort en 1134. Talèse prit parti contre Ramiro II d'Aragon dit le Moine, qui en représailles lui retira les seigneuries de Saragosse et d'Uncastillo, qu'elle avait héritées de son mari. Après l'intervention du pape, la couronne aragonaise revint au comte Raimond-Bérenger IV de Barcelone. Celui-ci, afin de restaurer les relations avec le Béarn, accorda à Talèse les droits sur Huesca et Bespen, ainsi que sur la basilique de Nuestra Señora del Pilar de Saragosse, où son mari était enterré. Il proposa aussi la main d'une princesse catalane au vicomte Pierre, premier pas pour soumettre la vicomté de Béarn au royaume d'Aragon.
La date de décès de Talèse n'est pas connue, mais on sait qu'il fut postérieur à 1136.

### Sources
- Pierre Tucoo-Chala, Quand l'Islam était aux portes des Pyrénées : de Gaston IV le Croisé à la croisade des Albigeois, Biarritz, J&D Editions, Biarritz, 1994, 285 p. (ISBN 2-84127-022-X)